# Gerardo Bruna
Pour les articles homonymes, voir Bruna.
 (avril 2023).
La mise en forme du texte ne suit pas les recommandations de Wikipédia : il faut le « wikifier ».
Les points d'amélioration suivants sont les cas les plus fréquents. Le détail des points à revoir est peut-être précisé sur la page de discussion.
- Les titres sont pré-formatés par le logiciel. Ils ne sont ni en capitales, ni en gras.
- Le texte ne doit pas être écrit en capitales (les noms de famille non plus), ni en gras, ni en italique, ni en « petit »…
- Le gras n'est utilisé que pour surligner le titre de l'article dans l'introduction, une seule fois.
- L'italique est rarement utilisé : mots en langue étrangère, titres d'œuvres, noms de bateaux, etc.
- Les citations ne sont pas en italique mais en corps de texte normal. Elles sont entourées par des guillemets français : « et ».
- Les listes à puces sont à éviter, des paragraphes rédigés étant largement préférés. Les tableaux sont à réserver à la présentation de données structurées (résultats, etc.).
- Les appels de note de bas de page (petits chiffres en exposant, introduits par l'outil «  Source ») sont à placer entre la fin de phrase et le point final[comme ça].
- Les liens internes (vers d'autres articles de Wikipédia) sont à choisir avec parcimonie. Créez des liens vers des articles approfondissant le sujet. Les termes génériques sans rapport avec le sujet sont à éviter, ainsi que les répétitions de liens vers un même terme.
- Les liens externes sont à placer uniquement dans une section « Liens externes », à la fin de l'article. Ces liens sont à choisir avec parcimonie suivant les règles définies. Si un lien sert de source à l'article, son insertion dans le texte est à faire par les notes de bas de page.
- La présentation des références doit suivre les conventions bibliographiques. Il est recommandé d'utiliser les modèles {{Ouvrage}}, {{Chapitre}}, {{Article}}, {{Lien web}} et/ou {{Bibliographie}}. Le mode d'édition visuel peut mettre en forme automatiquement les références.
- Insérer une infobox (cadre d'informations à droite) n'est pas obligatoire pour parachever la mise en page.

Pour une aide détaillée, merci de consulter Aide:Wikification.
Si vous pensez que ces points ont été résolus, vous pouvez retirer ce bandeau et améliorer la mise en forme d'un autre article.
Gerardo Alfredo Bruna Blanco, né le 29 janvier 1991 à Mendoza, en Argentine, est un footballeur argentin évoluant au poste de milieu de terrain à Dungannon Swifts en Irlande du Nord.
Il joue durant son adolescence au Real Madrid et à Liverpool mais n'a jamais fait d'apparition en équipe première pour l'un ou l'autre des deux clubs. Il passe la majeure partie de sa carrière dans les ligues inférieures d'Angleterre et d'Espagne, se déplaçant fréquemment.
Né en Argentine et élevé en Espagne, Bruna représente d'abord l'Espagne au niveau international des jeunes, avant de changer pour représenter son pays de naissance.

## Carrière en club

### Carrière en jeune
Bruna passe cinq ans dans le centre de formation du Real Madrid, de 2002 à 2007.
À l'été 2007, Bruna déménage en Angleterre pour signer à Liverpool, après s'être vu offrir et avoir refusé un contrat professionnel au Real Madrid.
« Mon père était d'accord avec moi pour considérer que déménager ici serait une grande opportunité. Je connaissais déjà Liverpool depuis la Ligue des champions, la finale que nous avons gagnée et la finale que nous avons perdue. Ces matchs, ainsi que la demi-finale contre Chelsea, m'ont beaucoup marqué ». Gaucher, avec un certain talent pour les coups de pied arrêtés, il a joué avec la réserve, les aidant à remporter la Premier Reserve League en 2007-2008. 

### Blackpool
Bruna rejoint l'équipe de Championship de Blackpool pour un contrat de deux ans, avec une option pour une année supplémentaire, le 17 juillet 2011. Il fait ses débuts en compétition en entrant en cours de jeu lors de la défaite en Coupe de la Ligue contre Sheffield Wednesday le 11 août 2011. Il fait ses débuts en championnat lors d'une défaite 2-1 à domicile contre Nottingham Forest le 22 octobre, en tant que remplaçant.
Avec quatre apparitions au total à son actif, Bruna est libéré par Blackpool le 9 mai 2013.

### Huesca
Le 20 septembre 2013, Bruna rejoint le SD Huesca, fraîchement relégué en Segunda División B. Il joue 17 matchs pour le club aragonais, marquant un but.

### Tranmere Rovers
Bruna joue un certain nombre de matches amicaux de pré-saison pour le club de League Two Tranmere Rovers à l'été 2014, avant de se blesser. Il se voit alors proposer un contrat d'un mois par le club. Il fait sa seule apparition pour le club en tant que remplaçant lors d'un match de coupe de la ligue mais ne se voit pas proposer de contrat à long terme.

### Whitehawk
Bruna signe un contrat d'un mois avec Whitehawk, évoluant alors en 6edivision anglaise, avec la possibilité d'être prolongé par le club en fonction de ses performances. La signature de Bruna est décrite comme un « énorme coup » car Bruna a déjà joué pour des clubs tels que le Real Madrid et Liverpool. Bruna marque son premier but pour Whitehawk lors d'une victoire 5-1 contre Chelmsford City.

### Accrington Stanley
En janvier 2015, Bruna rejoint le club de League Two d'Accrington Stanley. Il marque son premier but pour le club lors d'une défaite 2-1 contre Bury en EFL Trophy le 1er septembre 2015. Le 18 janvier 2016, Bruna signe un pré-contrat avec le club canadien d'Ottawa Fury jusqu'à la fin de la saison.

### Ottawa Fury
Le 15 février 2016, Bruna est libéré par Accrington, lui permettant de rejoindre le Fury à temps pour le début du stade de pré-saison. Il joue quelques matchs pour l'académie en Ligue1 Québec.

### Derry City
Le 5 février 2019, Bruna signe avec Derry City, équipe de première division irlandaise. Le 4 décembre 2020, Bruna annonce son départ du club après deux saisons.

### Shelbourne
En février 2021, Bruna signe pour Shelbourne qui a été reléguée 3 mois auparavant. Il subit une blessure au ligament croisé antérieur avant le début de la saison, l'éloignant des terrains pour toute la saison, ce qui signifie qu'il n'a jamais joué de match de compétition pour le club.

### Dungannon Swifts
En septembre 2022, il signe pour le club nord-irlandais de Dungannon Swifts.

## Carrière internationale
Bruna représente l'Argentine et l'Espagne en équipe nationale de jeunes. En mai 2008, il est membre de l'équipe d'Espagne participant au championnat d'Europe de football des moins de 17 ans en Turquie. Il fait une apparition en phase de groupes en entrant en seconde période lors du match nul 3–3 contre la France au Mardan Sports Complex à Aksu. Bruna représente l'équipe nationale argentine de football des moins de 20 ans au tournoi de Toulon 2009.

## Vie privée
Sa femme est originaire de Liverpool.

## Statistiques de carrière
Au 14 septembre 2022
| Club                | Season            | Championnat                        | Championnat | Championnat | Coupe nationale | Coupe nationale | Coupe de la Ligue | Coupe de la Ligue | Continental | Continental | Autre | Autre | Total | Total |
| Club                | Season            | Division                           | Apps        | Buts        | Apps            | Buts            | Apps              | Buts              | Apps        | Buts        | Apps  | Goals | Apps  | Buts  |
| ------------------- | ----------------- | ---------------------------------- | ----------- | ----------- | --------------- | --------------- | ----------------- | ----------------- | ----------- | ----------- | ----- | ----- | ----- | ----- |
| Blackpool           | 2011–12           | Championship                       | 1           | 0           | 1               | 0               | 1                 | 0                 | —           | —           | —     | —     | 3     | 0     |
| Blackpool           | 2012–13           | Championship                       | 1           | 0           | 0               | 0               | 0                 | 0                 | —           | —           | —     | —     | 1     | 0     |
| Blackpool           | Total             | Total                              | 2           | 0           | 1               | 0               | 1                 | 0                 | 0           | 0           | —     | —     | 4     | 0     |
| Huesca              | 2013–14           | Segunda División B                 | 17          | 1           | 0               | 0               | —                 | —                 | —           | —           | —     | —     | 17    | 1     |
| Tranmere Rovers     | 2014–15           | League Two                         | 0           | 0           | —               | —               | 1                 | 0                 | —           | —           | —     | —     | 1     | 0     |
| Whitehawk           | 2014–15           | Conference South                   | 5           | 1           | —               | —               | —                 | —                 | —           | —           | 1     | 0     | 6     | 1     |
| Accrington Stanley  | 2014–15           | League Two                         | 6           | 0           | —               | —               | —                 | —                 | —           | —           | —     | —     | 6     | 0     |
| Accrington Stanley  | 2015–16           | League Two                         | 3           | 0           | 0               | 0               | 1                 | 0                 | —           | —           | 1     | 1     | 5     | 1     |
| Accrington Stanley  | Total             | Total                              | 9           | 0           | 0               | 0               | 1                 | 0                 | 0           | 0           | 1     | 1     | 11    | 1     |
| Ottawa Fury Academy | 2016              | PLSQ                               | 3           | 0           | —               | —               | 0                 | 0                 | —           | —           | —     | —     | 3     | 0     |
| Ottawa Fury         | 2016              | NASL                               | 6           | 0           | 0               | 0               | —                 | —                 | —           | —           | —     | —     | 6     | 0     |
| Ottawa Fury         | 2017              | United Soccer League               | 26          | 1           | 1               | 0               | —                 | —                 | —           | —           | —     | —     | 27    | 1     |
| Ottawa Fury         | 2018              | United Soccer League               | 5           | 0           | 0               | 0               | —                 | —                 | —           | —           | —     | —     | 5     | 0     |
| Ottawa Fury         | Total             | Total                              | 37          | 1           | 1               | 0               | —                 | —                 | —           | —           | —     | —     | 38    | 1     |
| Derry City          | 2019              | League of Ireland Premier Division | 26          | 1           | 0               | 0               | 3                 | 1                 | —           | —           | —     | —     | 29    | 2     |
| Derry City          | 2020              | League of Ireland Premier Division | 7           | 0           | 1               | 0               | —                 | —                 | 1           | 0           | —     | —     | 9     | 0     |
| Derry City          | Total             | Total                              | 33          | 1           | 1               | 0               | 3                 | 1                 | 1           | 0           | —     | —     | 38    | 2     |
| Shelbourne          | 2021              | League of Ireland First Division   | 0           | 0           | 0               | 0               | —                 | —                 | —           | —           | —     | —     | 0     | 0     |
| Dungannon Swifts    | 2022–23           | NIFL Premiership                   | 0           | 0           | 0               | 0               | 0                 | 0                 | —           | —           | —     | —     | 0     | 0     |
| Total en carrière   | Total en carrière | Total en carrière                  | 106         | 4           | 2               | 0               | 6                 | 1                 | 1           | 0           | 2     | 1     | 109   | 6     |

1. ↑  Apparition en FA Trophy
2. ↑  Apparition en Football League Trophy
3. ↑  Apparition en UEFA Europa League